# Balazé
Balazé (tiếng Breton: Belezeg, Gallo: Balazae) là một xã của tỉnh Ille-et-Vilaine, thuộc vùng Bretagne, miền tây bắc nước Pháp.